# فرازر تومس
فرازر تومس (بالإنجليزية: Frazer Toms)‏ هو لاعب كرة قدم بريطاني في مركز الوسط، ولد في 13 سبتمبر 1979 في إيلنغ في المملكة المتحدة. لعب مع تشارلتون أثلتيك ونادي بارنت ونادي فارنبوروه ونادي كينغز لين ونادي نورثوود.

## وصلات خارجية
- فرازر تومس على موقع قاعدة بيانات كرة القدم.إي يو (الإنجليزية)
- فرازر تومس على موقع Soccerbase.com (لاعب) (الإنجليزية)